# 나성용
나성용(羅成容, 1988년 1월 5일 ~ )은 전 KBO 리그 삼성 라이온즈의 외야수, 내야수, 지명타자이자, 현 진흥고등학교 야구부의 코치이다. 그의 동생은 KBO 리그 KIA 타이거즈의 외야수인 나성범이다.

## 선수 시절

### 아마추어 시절
진흥고 시절 투수 정영일과 함께 배터리를 이루며 2006년 무등기 전국고교야구대회에서 소속 팀을 우승으로 이끄는 등 뛰어난 활약을 보였다. 2007년 LG 트윈스의 2차 46순위 지명을 받았지만 연세대학교 체육교육학과에 진학했다. 연세대 체육교육학과 재학 시절 장타력을 지닌 포수로 대학 리그에서 뛰어난 활약을 보였고, 세계 대학 야구 선수권 대회에 국가대표 선수로 선출됐다. 2011년에 한화 이글스의 3라운드 지명을 받았다.

### 한화 이글스시절
2011년 신인 드래프트에서 3라운드 지명을 받은 후, 계약금 9,000만원, 연봉 2,400만원의 조건으로 입단했다. 2011년 시즌 후 FA를 선언한 투수 송신영의 보상 선수로 연세대학교 체육교육학과 입학 전에 지명을 받았던 LG 트윈스로 이적했다.

### LG 트윈스시절
2012년에 입단하였다. 경찰 야구단 입대 전까지 2군에 올라오지 못했다.

### 경찰 야구단시절
2012년 시즌 후 입대했고, 2013년에 외야수로 전향했다. 하지만 다시 포수로 복귀했다

### LG 트윈스복귀
2014년에 복귀하였다. 복귀 후 2015년 5월 22일 롯데전에서 선발 투수였던 김승회를 상대로 데뷔 첫 만루 홈런을 기록했다.

### 삼성 라이온즈시절
2015년 시즌 후 2차 드래프트를 통해 이적했다.
2016년 9월 27일 NC전에서 이승엽의 대타로 나와 최성영을 상대로 이적 후 첫 안타를 기록했다.

## 야구선수 은퇴 후
2018년부터 경찰 야구단의 배터리코치로 활동했다. 2020년부터 KIA 타이거즈의 잔류군 배터리코치로 활동했다.

## 출신 학교
- 광주대성초등학교
- 광주진흥중학교
- 광주진흥고등학교
- 연세대학교

## 통산 기록
| 연도 | 팀명  | 타율  | 경기 | 타수 | 득점 | 안타 | 2루타 | 3루타 | 홈런 | 루타 | 타점 | 도루 | 도실 | 볼넷 | 사구 | 삼진 | 병살 | 실책 |
| ---- | ----- | ----- | ---- | ---- | ---- | ---- | ----- | ----- | ---- | ---- | ---- | ---- | ---- | ---- | ---- | ---- | ---- | ---- |
| 2011 | 한화  | 0.237 | 27   | 38   | 4    | 9    | 3     | 0     | 2    | 18   | 7    | 0    | 0    | 4    | 0    | 15   | 1    | 1    |
| 2015 | LG    | 0.274 | 40   | 73   | 7    | 20   | 2     | 0     | 3    | 31   | 9    | 0    | 0    | 4    | 2    | 29   | 2    | 0    |
| 2016 | 삼성  | 0.167 | 6    | 12   | 1    | 2    | 0     | 0     | 0    | 2    | 0    | 0    | 0    | 1    | 0    | 5    | 0    | 0    |
| 2017 | 삼성  | 0.182 | 6    | 11   | 0    | 2    | 0     | 0     | 0    | 2    | 1    | 0    | 1    | 0    | 0    | 7    | 1    | 0    |
| 통산 | 4시즌 | 0.246 | 79   | 134  | 12   | 33   | 5     | 0     | 5    | 53   | 17   | 0    | 1    | 9    | 2    | 56   | 4    | 1    |